# ManpowerGroup
ManpowerGroup (ранее — Manpower; с англ. — «рабочая сила») — американская компания по предоставлению услуг организациям в области управления персоналом (рекрутмент). Основана в 1948 году под названием Manpower. Имеет более 4000 офисов в 82 странах, в которых работает кадровый состав свыше 30 000 специалистов. Осуществляет поиск и подбор персонала за рубежом с последующей релокацией, аутсорсинг процессов поиска и подбора персонала, аутплейсмент, оценку персонала. Более 400 тыс. компаний по всему миру являются клиентами компании и ежегодно более 4 млн специалистов разного уровня трудоустраиваются через Manpower.

## Рейтинги
ManpowerGroup с 2003 года входит в список 500 крупнейших американских корпораций по данным журнала «Fortune».
Компания входит в Forbes Global 2000 Rank среди крупнейших публичных компаний мира.

## История компании
В 1948 году компания основана в Милуоки, штат Висконсин адвокатами Элмером Винтером (англ. Elmer Winter) и Аароном Шайнфельдом (англ. Aaron Scheinfeld). Первые офисы были расположены в Милуоки и Чикаго, штат Иллинойс. В 1954 году компания продолжает расширение в Соединенных Штатах, предлагая возможности франчайзинга в дополнение к офисам, открытым компанией как филиалы. С 1956 года компания стала международной, были открыты:
- в 1956 году — офисы в Монреале и Торонто, Канада и офисы в Великобритании;
- в 1957 году — во Франции;
- в 1963 году — в Южной Америке;
- в 1964 году — в Азии;
- с 1994 года — в России.

## Услуги

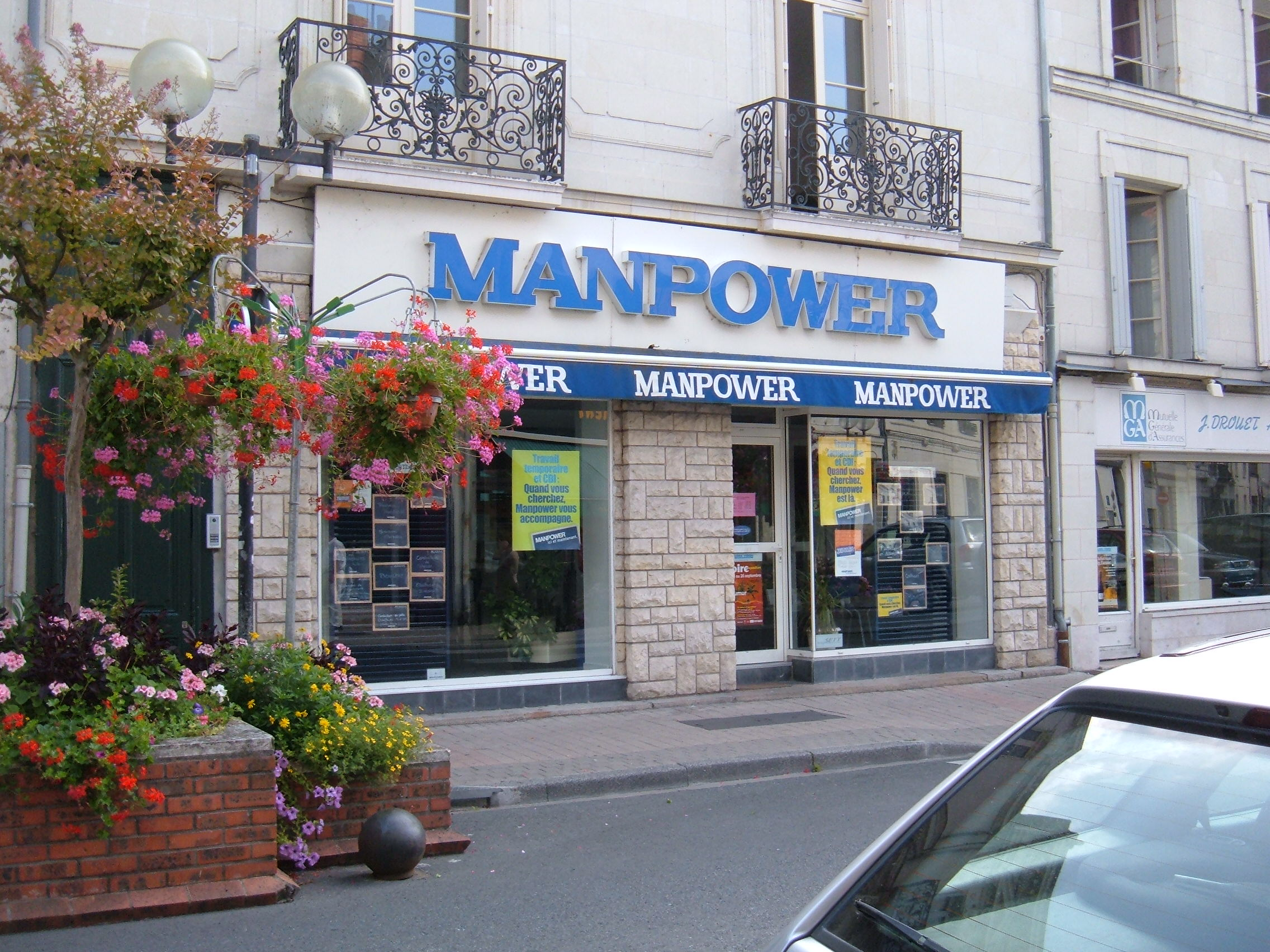

Компания предоставляет организациям-заказчикам следующие услуги:
Подбор персонала
- Предоставление временного персонала (ЧАЗ)
- Подбор на позиции «топ-менеджмент»
- Массовый подбор персонала
- Общий (профессиональный) подбор персонала

Аутсорсинг функций/процессов
- Индустриальный аутсорсинг
- Аутсорсинг офисных функций
- Аутсорсинг функции поддержки прямых продаж
- Функциональный аутсорсинг
- Аутсорсинг КДП и расчета заработной платы
- Аутсорсинг процесса рекрутмента

Кадровый консалтинг
- Аутплейсмент персонала
- Карьерный менеджмент
- Обзор заработных плат
- Карьерные советы экспертов
- Карьерное консультирование для физлиц
- Открытые мероприятия

Охрана труда и кадрово-правовой консалтинг
- Аудит системы охраны труда
- Создание и внедрение системы охраны труда
- Консультирование по вопросам охраны труда
- Аутсорсинг функции охраны труда
- Расследование несчастных случаев на производстве
- Юридические консультации